# Historia prawa niemieckiego

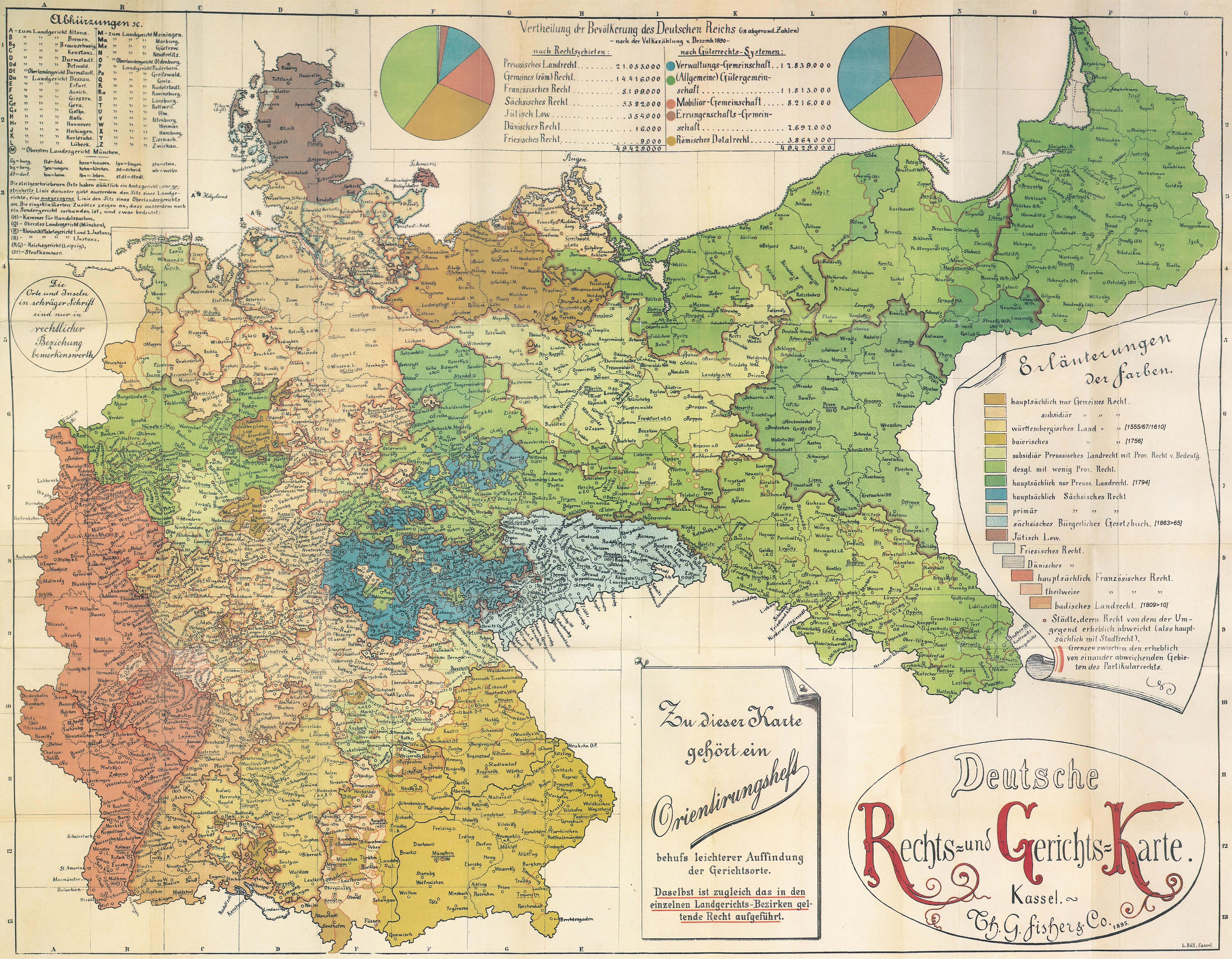
Mapa pokazująca rozmieszczenie sądów i zróżnicowanie systemów prawnych w II Rzeszy (1895 r.)

Historia prawa niemieckiego obejmuje historię systemów prawnych zarówno w krajach, które składają się obecnie na Niemcy, jak i historię prawa Austrii. Obecnie system prawny Niemiec ma charakter federalny – obok prawa ogólnego (Bundesdeutsches Recht), w poszczególnych krajach związkowych obowiązują odrębne systemy prawne (Landesrecht).

## Średniowiecze

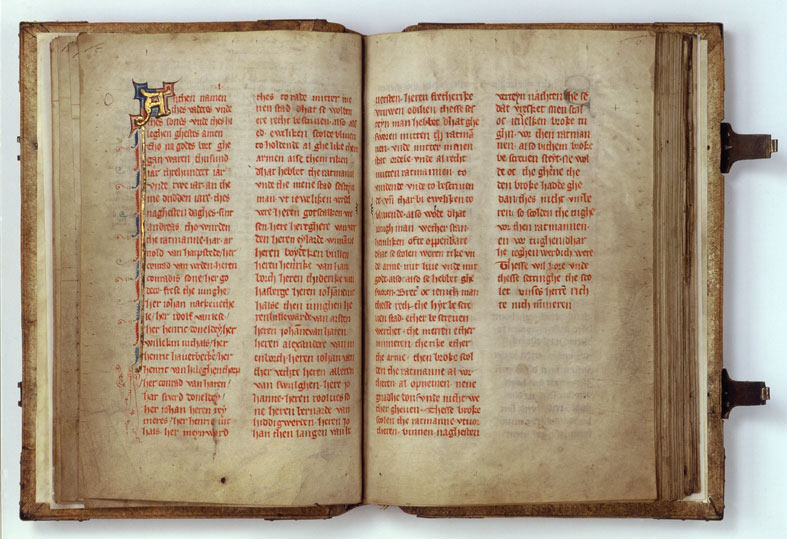
Księga prawa miejskiego Bremy (ok. 1303-1308)

Kształt prawa niemieckiego we wczesnym średniowieczu był wypadkową prawnych tradycji plemion germańskich, wpływów chrześcijańskich i praw feudalnych. Na Niemcy składała się duża liczba niezależnych politycznie podmiotów, w ramach których funkcjonowały odrębne systemy prawne. Prawny partykularyzm poszczególnych ziem, przecinał się z partykularyzmami stanowymi – poszczególne stany również rządziły się odrębnymi prawami.
Wraz z kolonizacją niemiecką niemieckie prawo rozprzestrzeniało się na inne obszary w Europie Środkowo-Wschodniej. Nowe miejscowości lokowano w oparciu o niemieckie prawa miejskie. Najbardziej popularne było prawo magdeburskie (nazywane wręcz prawem niemieckim)., czy prawo lubeckie. W Polsce popularne było również prawo średzkie, utworzone w oparciu o prawo miejskie miasta Halle.

### Recepcja prawa rzymskiego
Od XIII wieku, na kształt prawa niemieckiego coraz bardziej zaczyna oddziaływać ponownie odkryte prawo rzymskie. W 1495 dekretem cesarza Maksymiliana nastąpiła całkowita recepcja prawa rzymskiego. Od tego czasu niemieccy sędziowie mogli orzekać wyłącznie w oparciu o prawo rzymskie. Prawo to było również stosowane przez Sąd Kameralny Rzeszy, oraz (za jego przykładem) sądy władców terytorialnych.
Poprzez recepcję prawa rzymskiego Święte Cesarstwo Rzymskie potwierdzało swoje aspiracje do bycia kontynuatorem cesarstwa rzymskiego. Prawo rzymskie było znacznie doskonalsze od obowiązujących wcześniej praw lokalnych, pozwalało ujednolicać i uzupełniać prawo zwyczajowe, pomagało umacniać stosunki feudalne, a także było silnym czynnikiem jednoczącym poszczególne części składowe Cesarstwa.

## XVI - XVIII wiek

### Prawo karne

#### Rzesza

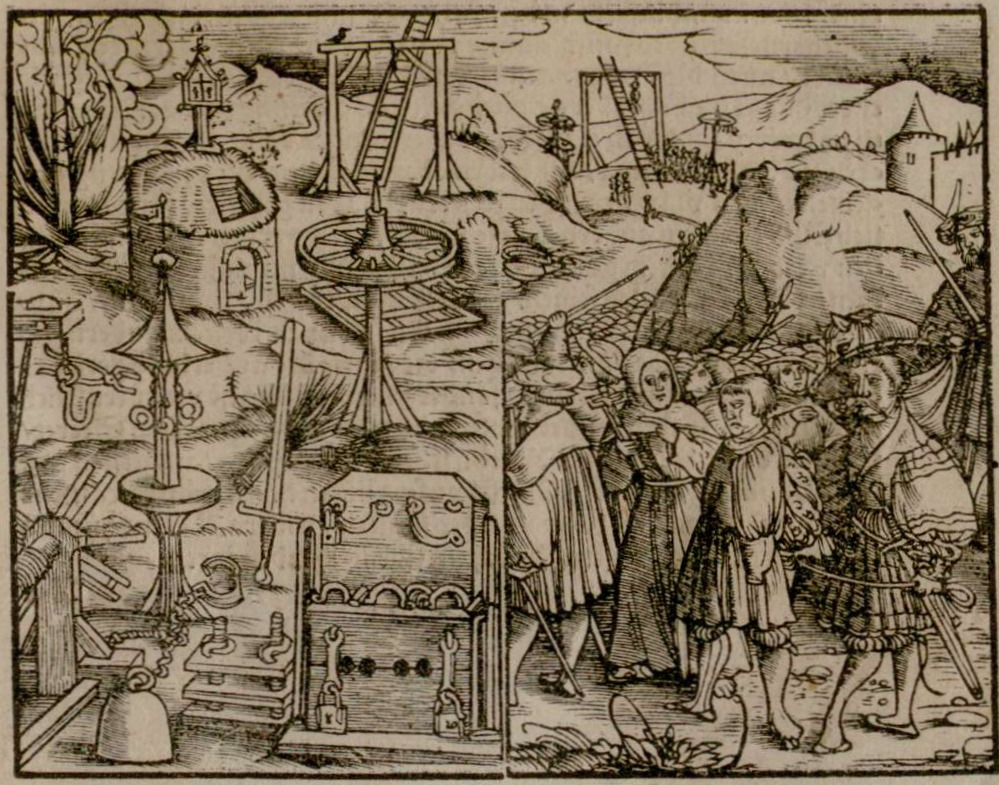
Ilustracja z Caroliny (wyd. z 1533 r.)

W 1532 r. cesarz Karol V Habsburg ogłosił Constitutio Criminalis Carolina, będącą pierwszą wielką kodyfikacją prawa czasów nowożytnych. Carolina miała obowiązywać na terenie całych Niemiec, przyczyniając się do większej integracji poszczególnych krajów. Jej wpływ przekroczył jednak granice Rzeszy Niemieckiej, wpływając kształt kodyfikacji karnych w Europie, aż do XVIII wieku.

#### Austria
W Austrii prace kodyfikacyjne mające na celu stworzenie jednolitego prawa rozpoczęto za panowania Marii Teresy. Najpierw zostały ukończone prace w dziedzinie prawa karnego. W 1768 r. został opublikowany kodeks karny pod nazwą Constitutio Criminalis Theresiana (w skrócie Theresiana). Był on zredagowany w języku niemieckim, miał nagłówki w języku łacińskim i oparty był częściowo na wcześniejszych partykularnych kodyfikacjach karnych obowiązujących w tzw. krajach dziedzicznych. Składał się z 2 części:
- prawo procesowe
- prawo prywatne materialne

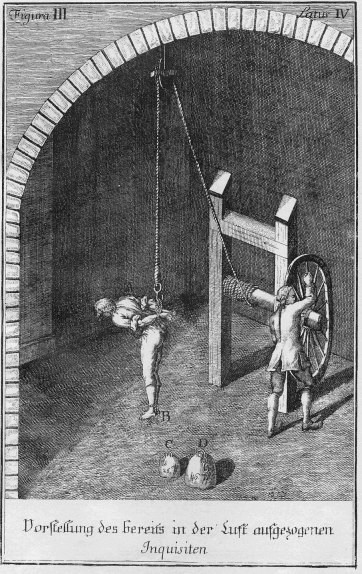
Theresiana zawierała m.in. opisy licznych tortur, którym można było poddawać podejrzanych - tutaj tortura wahadła (1768).

Theresiana dzieliła przestępstwa na publiczne (tj. naruszające bezpośrednio lub pośrednio interes publiczny), prywatne (naruszające interes jednostki, np. drobne sprawy honorowe) oraz mieszane (np. rabunek, kradzież). Ze względu na rodzaj, Theresiana dzieliła przestępstwa na dziewięć grup.
- przeciw porządkowi publicznemu
- przeciw dobrym obyczajom (moralności)
- przeciw zdrowiu i życiu
- przeciw Bogu, świętym i religii
- przeciw panującemu i państwu
- przeciw zwierzchnim prawom panującego i skarbowi
- przeciw mieniu i innym prawom
- przeciw czci i dobrej sławie bliźniego
- pozostałe

Z uwagi na rodzaj kary, Theresiana przeprowadzały podział przestępstw na:
- bardzo ciężkie
- ciężkie
- lekkie

Nowy kodeks karny został wydany przez w 1787 przez następcę Marii Teresy, Józefa II. Powszechny kodeks karny o zbrodniach i karach (w skrócie Josephina) pozbawiony był kazuistyki charakterystycznej dla Theresiany. Kodeks wprowadził podział przestępstw na 2 grupy:
- na cięższe, tzw. zbrodnie kryminalne
- na lżejsze, tzw. zbrodnie polityczne

Zrywał też z wprowadzoną jeszcze w Carolinie i utrzymaną przez Theresianę zasadą analogii, jeśli chodzi o karanie czynów w ustawie nie przewidzianych, a opierał się na zasadzie, że przestępstwem jest tylko taki czyn, który jest określony w ustawie, jako przestępstwo (nullum crimen sine lege) oraz że nie można wymierzyć kary, która w ustawie nie jest przewidziana (nulla poena sine lege). Sędzia powinien trzymać się ściśle litery prawa. Kodeks zrównywał usiłowanie z dokonaniem i odrzucał wszelkie odróżnienia w ramach usiłowania. Kara śmierci została zniesiona w zwyczajnym postępowaniu, a utrzymana jedynie w postępowaniu doraźnym (ogłaszanym w przypadku buntów i rozruchów), przy czym został utrzymany jeden rodzaj kary śmierci – przez powieszenie. Swoistym novum były kary pozbawienia wolności połączone z różnego rodzaju obostrzeniami. Zniesiono również przestępstwo czarów. Zbrodnie przeciw religii Josephina zaliczała do „zbrodni politycznych”, a więc karanych przez władze administracyjne.

## Oświecenie i XIX wiek
W XVIII wieku prawodawstwo niektórych krajów niemieckich uległo wpływom oświeceniowym. W 1794 r. Fryderyk Wilhelm II Pruski wprowadził w Prusach Landrecht pruski kodyfikujący całość materialnego prawa cywilnego, zawierający jednak liczne cechy prawa feudalnego.
Oświeceniowe prądy w prawodawstwie wzmogły się w wyniku wojen napoleońskich i upadku Cesarstwa w 1806 r. Prawo niemieckie znalazło się wtedy pod silnym wpływem prawa francuskiego. W zachodnich krajach niemieckich przyjęto francuski Kodeks Napoleona z 1804 r. W oparciu o te doświadczenia, w 1814 r. Anton Thibaut wystąpił z projektem ogólnoniemieckiej kodyfikacji prawa cywilnego.
Spotkało się to z oporem konserwatywnie nastawionych środowisk prawniczych. W pracy O powołaniu naszych czasów do ustawodawstwa i nauki prawa (1814 r.) Friedrich Carl von Savigny wyraził myśl, że prawo jest instytucją, odzwierciedlającą życie i historię narodu. Tym samym kodyfikacje i aktywna działalność ustawodawcza są sztuczne i szkodliwe. Poglądy te stały się podstawą historycznej szkoły prawa. Spór między kodyfikatorami i historycystami trwał do końca XIX stulecia.
W Austrii kodyfikacja przebiegała znacznie szybciej. Już w 1811 r. wydano powszechny kodeks cywilny – Allgemeines bürgerliches Gesetzbuch (ABGB), obowiązujący do dzisiaj.
Prace nad stworzeniem jednolitego kodeksu cywilnego w Niemczech zostały uwieńczone dopiero pod koniec XIX wieku, uchwaleniem w 1896 roku Bürgerliches Gesetzbuch (BGB). Wszedł on w życie 1 stycznia 1900 roku. Uważą się, że tak późne ułożenie ogólnoniemieckiego kodeksu było spowodowane skoncentrowaniem się niemieckiej nauki prawa na badaniu prawa rzymskiego. Celował w tym przede wszystkim nurt pandektystyki.
Zjednoczenie Niemiec w latach 1866-1871 spowodowało ostateczne rozejście się systemów prawnych Austrii i Niemiec.

## XX wiek

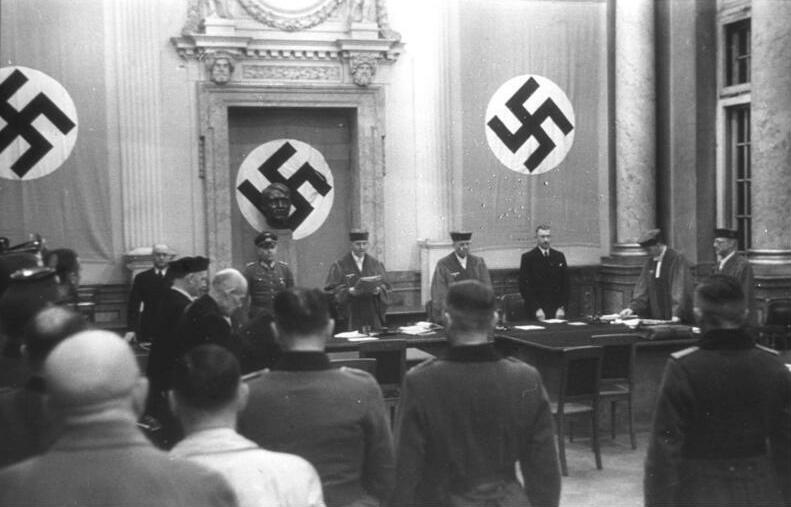
Volksgerichtshof - sąd specjalny ustanowiony w III Rzeszy do osądzania zbrodni przeciwko państwu

BGB obowiązywał również w Republice Weimarskiej, a także w III Rzeszy. Po dojściu Hitlera do władzy w 1933 r., zmienił się jednak sposób stosowania kodeksu. Prawa jednostek i całych grup społecznych (szczególnie Żydzi) były ograniczane i łamane przez państwowe organy.
Po upadku III Rzeszy w 1945, nastąpiła denazyfikacja, mająca na celu usunięcie z systemu prawnego zmian wprowadzonych przez nazistów, a także usunięcie skompromitowanych sędziów z aparatu sądownictwa. Podział Niemiec w 1949 r. doprowadził do powstania dwóch państw z dwoma systemami prawnymi: Republiki Federalnej Niemiec, opierającej się na konstytucji z 23 maja 1949 r. i kontynuującej niemieckie tradycje prawne, oraz Niemieckiej Republiki Demokratycznej, która przyjęła socjalistyczny model prawa.
Od lata pięćdziesiątych, Republika Federalna Niemiec zaangażowała się w proces integracji europejskiej, który z czasem w dużym stopniu wpłynął na kształt jej systemu prawnego.
Po zjednoczeniu Niemiec w 1990 r. NRD zostało włączone w system prawny RFN.